# Miravet
Miravet ist eine Gemeinde im Süden Kataloniens mit 688 Einwohnern (Stand: 2024) und liegt in der Provinz Tarragona und der Comarca Ribera d’Ebre.

## Lage
Miravet liegt etwa 55 Kilometer westsüdwestlich von Tarragona in einer Höhe von ca. 125 m am Ebro. 

## Geschichte
Die Templerfestung geht auf einen maurischen Vorgängerbau aus dem 9. Jahrhundert zurück. Als Templerburg wurde sie nach 1153 erheblich umgestaltet und ist in dieser Gestalt heute noch in einem hervorragenden Zustand.

## Bevölkerungsentwicklung
| Jahr      | 1970 | 1981 | 1991 | 2001 | 2011 | 2021 |
| Einwohner | 1014 | 837  | 822  | 782  | 770  | 685  |

## Sehenswürdigkeiten
- Reste der Templerburganlage von Miravet
- alte Kirche Mariä Geburt
- neue Kirche der Unbefleckten Empfängnis

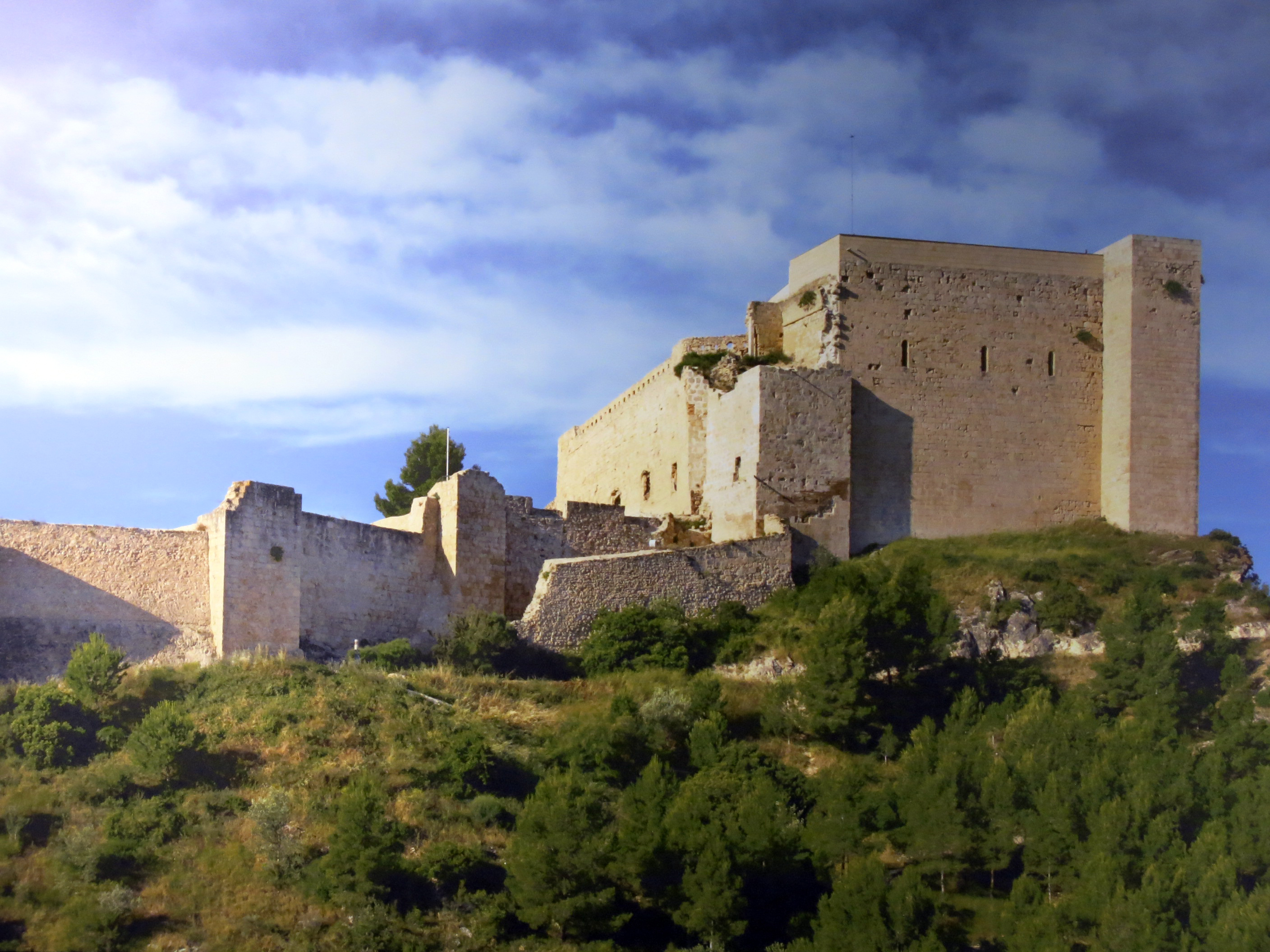
Templerburg
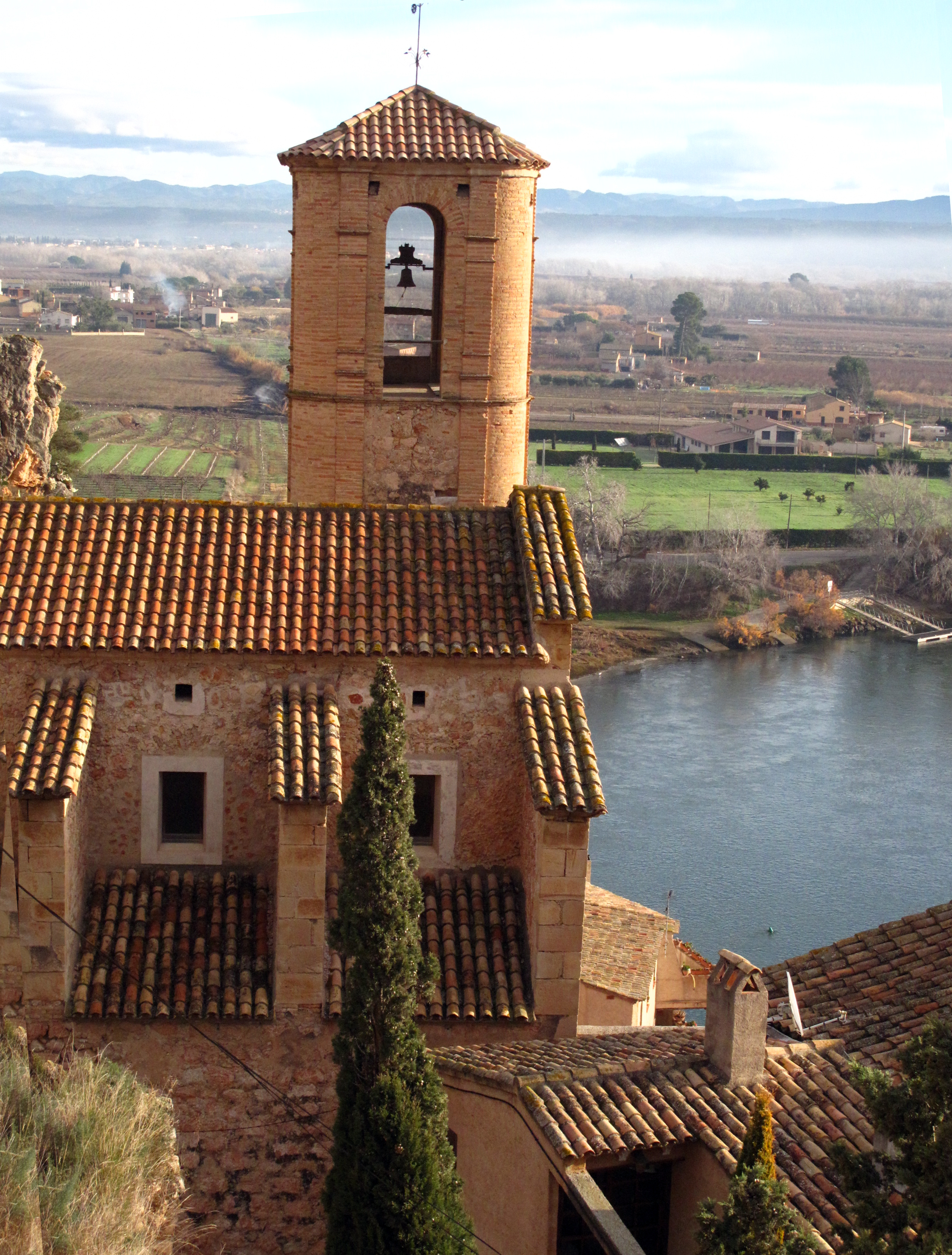
Alte Kirche Mariä Geburt
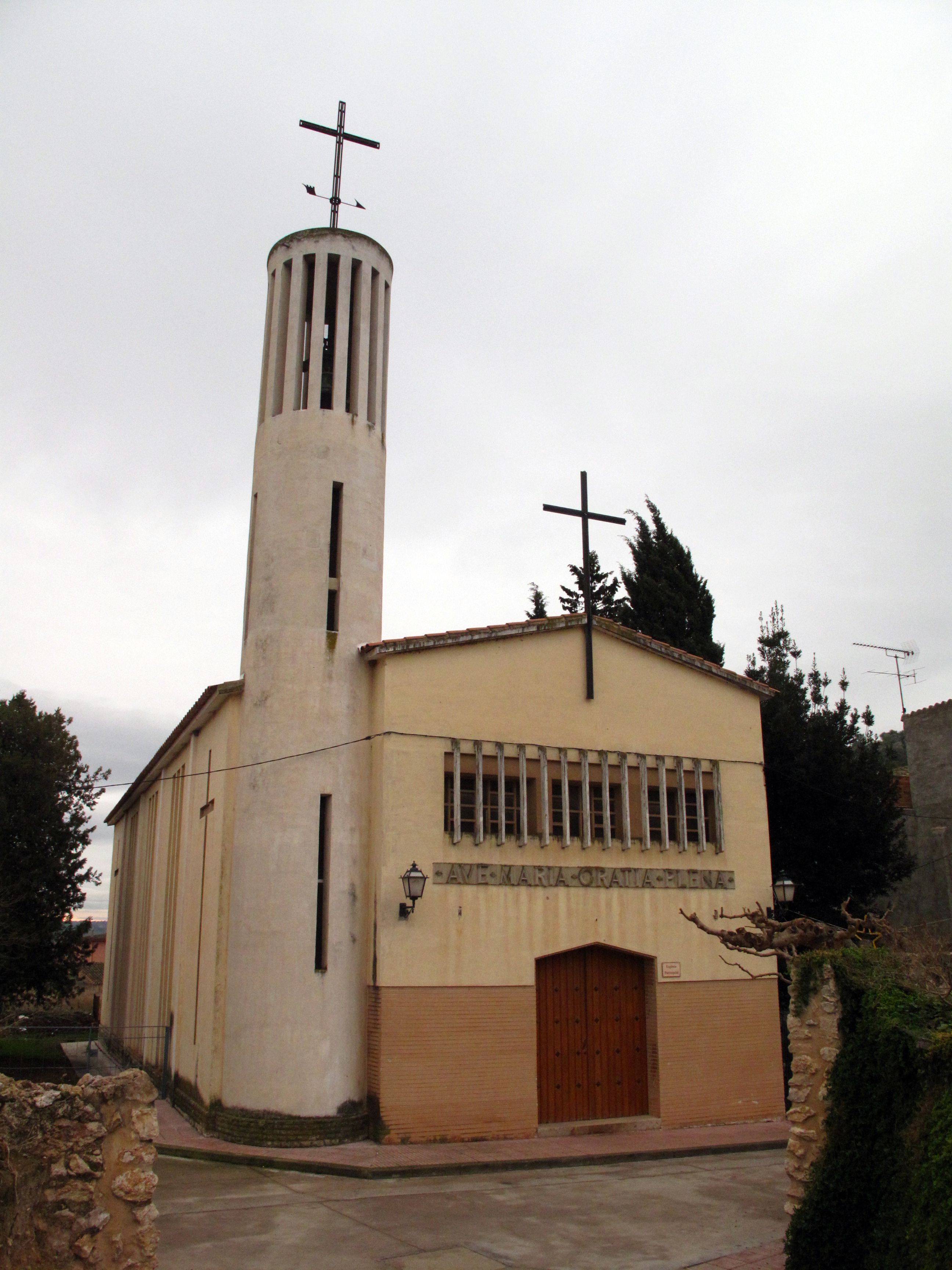
Neue Kirche der Unbefleckten Empfängnis